# SN 2003lg
SN 2003lg – supernowa typu II odkryta 13 grudnia 2003 roku w galaktyce A011332-0036. W momencie odkrycia miała maksymalną jasność 22,50m.